# اوشن ویکتوری
اوشن ویکتوری (به انگلیسی: Ocean ship) یک کشتی است که طول آن ۴۱۶ فوت (۱۲۷ متر) می‌باشد.